# Герб на Бахрейн
Гербът на Бахрейн е замислен през 30-те години на 20 век от британския съветник на кралят на Бахрейн (тогава емир) Чарлс Белграйв. Гербът наподобява националното знаме. В центъра му е щит в червено и бяло. Около него са изобразени петте стълба на исляма.